# National Highway (Australien)

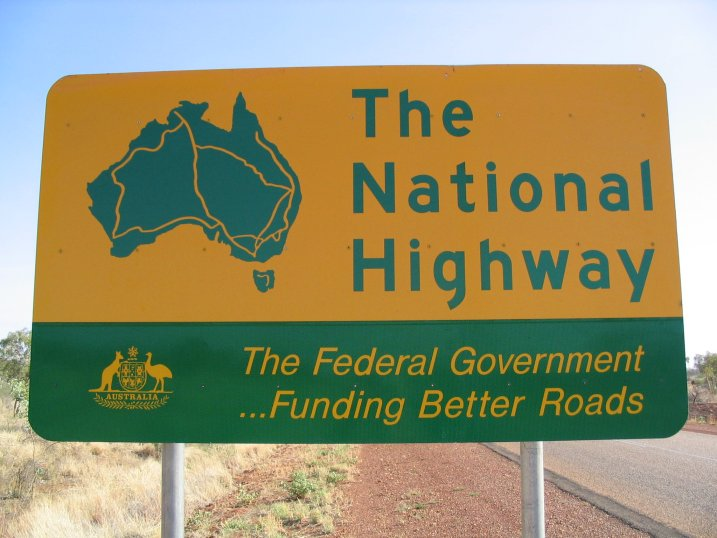
National Highway Australien

Das National Highway Zeichen in NSW, QLD, WA, NT und TAS

Das National Highway Zeichen in VIC, QLD und SA

Der National Highway in Australien ist ein System von Fernstraßen, das alle Bundesstaaten und Territorien Australien und ihre größten und wichtigsten Städte miteinander verbindet. Das System ist seit 2009 zusammen mit den Eisenbahnen ein Teil des National Networks  im Nation Building Program (früher AusLink).
Der National Highway wurde 1974 durch den National Highway Act 1974 geschaffen. Vorher waren die Hauptstraßen von der Bundesregierung nur finanziert worden, für den Bau und den Erhalt waren jedoch die Bundesstaaten verantwortlich.
Eine Reihe von Gesetzen (u. a. der Australian Land Transport Development Act 1988), die mit dem AusLink National Network außer Kraft gesetzt wurden, hatten bis dahin definiert, welche Straßen als National Highway bezeichnet werden durften. Es galt die Regel das ein National Highway, auch als Verbindung mehrerer Straßen, eine direkte Verbindung zwischen zwei Hauptstädten von Bundesstaaten oder zur Bundeshauptstadt herstellen mussten. Eine Verbindung nach Cairns und eine Strecke von Burnie nach Hobart auf Tasmanien waren ebenfalls als National Highway bezeichnet worden.
Mit dem AusLink Projekt wurde der Ausbau des Straßennetzes angeregt. Die Finanzierung der National Highways kann jetzt durch die Regierung von Bundesstaaten, Territorien und auch durch Public Private Partnership Modelle erfolgen. Die Bundesstaaten müssen vor allem bei neuen Strecken zur Finanzierung beitragen und neue Projekte werden nun jeweils zur Hälfte von der Zentralregierung und den Regierungen der Bundesstaaten finanziert.

## Straßenverbindungen im AusLink National Network
- Sydney – Melbourne über Hume Highway und Hume Freeway
- Sydney – Brisbane über  Sydney-Newcastle Freeway, New England Highway, Cunningham Highway und Pacific Highway
- Brisbane – Cairns über Bruce Highway
- Brisbane – Darwin über Warrego Highway, Landsborough Highway, Barkly Highway und Stuart Highway
- Brisbane – Melbourne über Warrego Highway, Gore Highway, Newell Highway und Goulburn Valley Highway und Hume Freeway
- Melbourne – Adelaide über Western Freeway, Western Highway, Dukes Highway, South Eastern Freeway und Adelaide-Crafers Highway
- Adelaide – Darwin  über Port Wakefield Road und Stuart Highway
- Adelaide – Sydney über Sturt Highway und Hume Highway
- Adelaide – Perth  über Port Wakefield Road, Eyre Highway, Coolgardie-Esperance Highway und Great Eastern Highway
- Perth – Darwin über Great Northern Highway, Victoria Highway und Stuart Highway
- Sydney – Canberra über Hume Highway und Federal Highway
- Melbourne – Canberra über Hume Freeway, Hume Highway und Barton Highway
- Hobart – Burnie einschließlich einer Verbindung von Launceston zur Bell Bay über Brooker Highway, Midland Highway und Bass Highway
- Townsville – Mount Isa über Flinders Highway
- Melbourne – Sale über Princes Highway
- Perth – Bunbury über South Western Highway
- Melbourne – Mildura über Calder Highway
- Sydney – Dubbo über Great Western Highway und Mitchell Highway
- Sydney – Wollongong über Southern Freeway und Princes Highway
- Melbourne – Geelong über Princes Highway
- einige kurze Verbindungen in Sydney, Melbourne, Brisbane, Perth und Adelaide, die eine Verbindung zu den Fernstraßen, Häfen oder Flughäfen herstellen